# La Libertad, Berriozábal
La Libertad är en ort i Mexiko.   Den ligger i kommunen Tuxtla Gutiérrez och delstaten Chiapas, i den sydöstra delen av landet, 700 km öster om huvudstaden Mexico City. La Libertad ligger 718 meter över havet och antalet invånare är 664.
Terrängen runt La Libertad är kuperad. Runt La Libertad är det mycket tätbefolkat, med 1 573 invånare per kvadratkilometer. Närmaste större samhälle är Tuxtla Gutiérrez, 10,8 km öster om La Libertad. I omgivningarna runt La Libertad växer huvudsakligen savannskog.